# میلا دونپورت
میلا دَوِنپورت (انگلیسی: Milla Davenport؛ ‏ ۴ فوریهٔ ۱۸۷۱ – ۱۷ مهٔ ۱۹۳۶) بازیگر اهل ایالات متحده آمریکا بود.
از فیلم‌ها یا برنامه‌های تلویزیونی که وی در آن نقش داشته‌است، می‌توان به مجنون چون روباه، گناهان پدران و بابا لنگ‌دراز اشاره کرد.